# Arpavon
Arpavon là một xã thuộc tỉnh Drôme trong vùng Auvergne-Rhône-Alpes đông nam nước Pháp. Xã Arpavon nằm ở khu vực có độ cao từ 341-1205 mét trên mực nước biển.